# Tuta (futebolista)
Moacir Bastos, mais conhecido como Tuta (Palmital, 20 de junho de 1974), é um ex-futebolista brasileiro que atuava como centroavante. 
Jogou por diversos clubes brasileiros, tais como Portuguesa, Atlético Paranaense, Vitória, Flamengo, Palmeiras, Grêmio, Coritiba e Fluminense. 

## Carreira
Tuta iniciou sua carreira no Araçatuba, em 1994. Em seguida, ficou um ano no XV de Piracicaba e, então, retornou ao Araçatuba.
Em 1996, jogou no Juventude e, nos dois anos seguintes, defendeu a Portuguesa paulista. Em 1999, após passar uma temporada no Atlético-PR, quando conseguiu conquistar seu primeiro título no Campeonato Paranaense de 1998, foi negociado com o pequeno Venezia, da Itália.

### Gol inusitado
Na Itália, ficou famoso por ter protagonizado um estranho episódio em um dos seus gols. Em uma partida entre Venezia e Bari, Tuta marcou o gol da vitória de seu time no último minuto do jogo. Entretanto, seus companheiros de equipe não comemoraram o gol, levantando suspeitas de que havia um acordo para que a partida terminasse empatada.
Na volta ao Brasil, jogou no Vitória-BA, ajudando o Rubro-Negro baiano a chegar às semifinais do Campeonato Brasileiro de 1999, e no Flamengo, onde participou das conquistas da Taça Rio e do Campeonato Carioca de 2000. Jogou também no Palmeiras, e mais uma vez no Flamengo, antes de deixar o Brasil novamente.

## Títulos
Araçatuba
- Campeonato Paulista - Série A2: 1994

XV de Piracicaba
- Campeonato Brasileiro - Série C: 1995

Atlético Paranaense
- Taça FPF: 1998
- Campeonato Paranaense: 1998

Vitória
- Campeonato Baiano: 1999
- Copa do Nordeste: 1999

Flamengo
- Taça Rio: 2000
- Campeonato Carioca: 2000

Suwon Samsung Bluewings
- Supercopa Asiática: 2002

Coritiba
- Campeonato Paranaense: 2004

Fluminense
- Taça Rio: 2005
- Campeonato Carioca: 2005

Grêmio
- Campeonato Gaúcho: 2007

Figueirense
- Campeonato Catarinense: 2008

Brasiliense
- Campeonato Brasiliense: 2011